# 龙羊峡镇
龙羊峡镇，是中华人民共和国青海省海南藏族自治州共和县下辖的一个乡镇级行政单位。与龙羊峡水库相关。最早可以追溯至1978年从曲沟乡分离出的龙羊峡办事处。1989年，龙羊峡办事处改为龙羊峡行政委员会。2002年，撤消龙羊峡行政委员会，设立龙羊峡镇。2019年被评为中国文化百强镇。

## 行政区划
龙羊峡镇下辖以下地区：
第一社区、第二社区、龙才村、瓦里关村、龙羊新村、麻尼磨台村、阿乙亥村、次汗土亥村、后菊花村、多隆沟村、克才村、德胜村、曹多隆村、黄河村和查那村。